# Halenia gracilis
Halenia gracilis är en gentianaväxtart som först beskrevs av Carl Sigismund Kunth, och fick sitt nu gällande namn av George Don jr. Halenia gracilis ingår i släktet Halenia och familjen gentianaväxter. Inga underarter finns listade i Catalogue of Life.